# Hoofdklasse hockey dames 2015/16
Het seizoen 2015/16 is de 35ste editie van de Nederlandse dameshoofdklasse hockey. De reguliere competitie is van start gegaan op zondag 13 september 2015 en met een winterstop tussen 22 november 2015 en 28 februari 2016 zal de competitie eindigen op zondag 17 april 2016.
De play-offs om het landskampioenschap werden gewonnen door Den Bosch, die zich daarmee voor de 17e keer in de historie tot landskampioen van Nederland kroonden.

## Clubs
De clubs die dit seizoen aantreden:
| Club         | Stad              | Accommodatie                | Coach                |
| ------------ | ----------------- | --------------------------- | -------------------- |
| Amsterdam    | Amsterdam         | Wagener-stadion             | Rick Mathijssen      |
| Bloemendaal  | Bloemendaal       | Sportpark 't Kopje          | Jorge Nolte          |
| Den Bosch    | 's-Hertogenbosch  | Sportpark Oosterplas        | Raoul Ehren          |
| hdm          | Den Haag          | Sportpark Duinzigt          | Erik van Driel       |
| Hurley       | Amsterdam         | Sportpark Amsterdamse Bos   | Rein van Eijk        |
| Kampong      | Utrecht           | Sportpark Maarschalkerweerd | Stijn van Roosendaal |
| Laren        | Laren             | Sportpark Eemnesserweg      | Ageeth Boomgaardt    |
| MOP          | Vught             | Sportpark Bergenshuizen     | Karel Alferink       |
| Oranje Zwart | Eindhoven         | Sportpark Aalsterweg        | Kai de Jager         |
| Pinoké       | Amsterdam         | Sportpark Amsterdamse Bos   | Robert Justus        |
| Push         | Breda             | Push                        | Stan Huijsmans       |
| SCHC         | De Bilt/Bilthoven | Sportpark Kees Boekelaan    | Etienne Spee         |

## Ranglijst

### Eindstand
|          | pos | club         | gs | w  | g | v  | pnt | dv | dt  | ds  |
| -------- | --- | ------------ | -- | -- | - | -- | --- | -- | --- | --- |
| Stabiel  | 1.  | Amsterdam    | 22 | 18 | 2 | 2  | 56  | 86 | 14  | +72 |
| Stabiel  | 2.  | Den Bosch    | 22 | 17 | 4 | 1  | 55  | 79 | 17  | +62 |
| Stabiel  | 3.  | Laren        | 22 | 14 | 6 | 2  | 48  | 61 | 22  | +39 |
| Stabiel  | 4.  | SCHC         | 22 | 14 | 5 | 3  | 47  | 75 | 22  | +53 |
| Stabiel  | 5.  | Kampong      | 22 | 8  | 4 | 10 | 28  | 46 | 44  | +2  |
| Stabiel  | 6.  | Hurley       | 22 | 8  | 4 | 10 | 28  | 30 | 38  | -8  |
| Gestegen | 7.  | MOP          | 22 | 7  | 4 | 11 | 25  | 30 | 49  | -19 |
| Gestegen | 8.  | hdm          | 22 | 6  | 7 | 9  | 25  | 35 | 37  | -2  |
| Gedaald  | 9.  | Oranje Zwart | 22 | 6  | 5 | 11 | 23  | 34 | 52  | -18 |
| Stabiel  | 10. | Pinoké       | 22 | 4  | 5 | 13 | 17  | 21 | 45  | -24 |
| Stabiel  | 11. | Bloemendaal  | 22 | 4  | 4 | 14 | 16  | 20 | 78  | -58 |
| Stabiel  | 12. | Push         | 22 | 1  | 0 | 21 | 3   | 13 | 112 | -99 |

### Legenda
| Kleur | Kwalificatie voor                                                                        |
| ----- | ---------------------------------------------------------------------------------------- |
|       | Eerste plaats + Landskampioen na play-offs, plaatsing EuroHockey Club Champions Cup 2017 |
|       | Verliezend finalist play-offs, plaatsing EuroHockey Club Champions Cup 2017              |
|       | Play-offs om het landskampioenschap                                                      |
|       | Play-offs tegen degradatie naar de overgangsklasse                                       |
|       | Degradatie naar de overgangsklasse na verliest in de Play-offs                           |
|       | Degradatie naar de overgangsklasse                                                       |

Informatie: Wanneer de kampioen van de reguliere competitie ook 
landskampioen wordt na play-offs dan gaat het tweede Europese ticket
naar de verliezend finalist van die play-offs.

## Uitslagen reguliere competitie
De thuisspelende ploeg staat in de linkerkolom.
|              | AMS | BLO  | DBO | HDM | HUR | KAM | LAR | MOP | ORA | PIN | PUS  | SCH |
| ------------ | --- | ---- | --- | --- | --- | --- | --- | --- | --- | --- | ---- | --- |
| Amsterdam    |     | 7–0  | 1–1 | 5–1 | 2–1 | 5–1 | 1–3 | 9–0 | 1–0 | 4–0 | 14–0 | 3–1 |
| Bloemendaal  | 0–7 |      | 1–5 | 0–4 | 1–4 | 0–2 | 0–4 | 3–1 | 0–0 | 0–0 | 3–1  | 0–6 |
| Den Bosch    | 0–2 | 10–0 |     | 2–1 | 5–1 | 3–1 | 2–2 | 2–0 | 5–1 | 2–0 | 15–0 | 1–1 |
| hdm          | 1–2 | 2–2  | 1–2 |     | 3–1 | 2–2 | 0–0 | 1–1 | 2–2 | 1–1 | 3–0  | 0–1 |
| Hurley       | 0–3 | 3–0  | 0–6 | 0–1 |     | 1–1 | 0–1 | 2–1 | 0–0 | 1–0 | 4–1  | 0–0 |
| Kampong      | 1–5 | 4–1  | 0–2 | 1–0 | 1–2 |     | 1–2 | 2–3 | 2–2 | 4–1 | 9–0  | 1–3 |
| Laren        | 1–1 | 6–0  | 3–4 | 5–2 | 1–0 | 2–2 |     | 0–0 | 3–2 | 2–0 | 7–1  | 1–0 |
| MOP          | 0–3 | 2–2  | 0–4 | 0–2 | 4–1 | 1–0 | 2–1 |     | 1–3 | 2–3 | 6–1  | 1–0 |
| Oranje Zwart | 0–2 | 2–1  | 0–1 | 3–2 | 3–3 | 1–3 | 1–4 | 2–3 |     | 1–3 | 3–2  | 1–5 |
| Pinoké       | 0–4 | 1–2  | 0–2 | 1–1 | 0–3 | 0–2 | 0–3 | 1–1 | 1–2 |     | 2–1  | 2–4 |
| Push         | 0–3 | 0–4  | 0–3 | 0–4 | 0–3 | 0–5 | 1–8 | 2–0 | 1–4 | 1–3 |      | 1–3 |
| SCHC         | 3–1 | 7–0  | 2–2 | 6–1 | 4–0 | 7–1 | 2–2 | 5–1 | 7–1 | 2–2 | 6–0  |     |

## Topscorers
Bijgewerkt t/m 17 april 2015
| pos | Speler             | Club      | tot.' | vd' | sc' | sb' |
| --- | ------------------ | --------- | ----- | --- | --- | --- |
| 1.  | Maartje Paumen     | Den Bosch | 30    | 0   | 29  | 1   |
| 2.  | Caia van Maasakker | SCHC      | 22    | 0   | 21  | 1   |
| 3.  | Lieke van Wijk     | Laren     | 20    | 0   | 17  | 3   |
| 4.  | Pien van Nes       | Hdm       | 16    | 1   | 10  | 5   |
| 5.  | Ellen Hoog         | Amsterdam | 13    | 9   | 4   | 0   |

## Play offs kampioenschap
Na de reguliere competitie wordt het seizoen beslist door middel van play-offs om te bepalen wie zich kampioen van Nederland mag noemen. De nummer 1 neemt het hierin op tegen de nummer 4 en de nummer 2 neemt het op tegen de nummer 3. Vervolgens spelen de winnaars in de finale om het landskampioenschap.
Geplaatste clubs
| #  | Club      |
| -- | --------- |
| 1. | Amsterdam |
| 2. | Den Bosch |
| 3. | Laren     |
| 4. | SCHC      |

### Halve finales
1e wedstrijd
| 24 april 2016 12:00              |       |                                          |                                                                                   |
| SCHC                             | 2 – 3 | Amsterdam                                | Sportpark Kees Boekelaan, Bilthoven Scheidsrechters: Karen Dollé Laurens Hendrikx |
| Zerbo 13' Van Maasakker 65 (sc)' |       | 17 (sc)' Vega 38' Verschoor 68' Van Male | Sportpark Kees Boekelaan, Bilthoven Scheidsrechters: Karen Dollé Laurens Hendrikx |

| 24 april 2016 12:00 |       |                                  |                                                                                            |
| Laren               | 0 – 2 | Den Bosch                        | Sportpark Eemnesserweg, Laren Scheidsrechters: Fanneke Alkemade Barry Plaisant Van Der Wal |
|                     |       | 40' Vorstenbosch 59 (sc)' Paumen | Sportpark Eemnesserweg, Laren Scheidsrechters: Fanneke Alkemade Barry Plaisant Van Der Wal |

2e wedstrijd
| 30 april 2016 11:30                |       |            |                                                                                 |
| Den Bosch                          | 3 – 1 | Laren      | Sportpark Oosterplas, 's-Hertogenbosch Scheidsrechters: Bo Verwer Alwiene Sterk |
| Keil 9' Paumen 34 (sc)' Hulsen 44' |       | 61' Roosen | Sportpark Oosterplas, 's-Hertogenbosch Scheidsrechters: Bo Verwer Alwiene Sterk |

| 30 april 2016 12:30            |       |      |                                                                                            |
| Amsterdam                      | 2 – 0 | SCHC | Wagener-stadion, Amstelveen Scheidsrechters: Caroline Brunekreef Maurits van den Wall Bake |
| Van Male 20' De Goede 47 (sc)' |       |      | Wagener-stadion, Amstelveen Scheidsrechters: Caroline Brunekreef Maurits van den Wall Bake |

### Finale
| 5 mei 2016 12:30 |       |           |                                                                                           |
| Den Bosch        | 1 – 0 | Amsterdam | Sportpark Oosterplas, 's-Hertogenbosch Scheidsrechters: Caroline Brunekreef Alwiene Sterk |
| Vorstenbosch 18' |       |           | Sportpark Oosterplas, 's-Hertogenbosch Scheidsrechters: Caroline Brunekreef Alwiene Sterk |

| 7 mei 2016 12:45 |       |                 |                                                                           |
| Amsterdam        | 0 – 1 | Den Bosch       | Wagener-stadion, Amstelveen Scheidsrechters: Fanneke Alkemade Karen Dollé |
|                  |       | Paumen 65 (sc)' | Wagener-stadion, Amstelveen Scheidsrechters: Fanneke Alkemade Karen Dollé |

## Promotie/degradatie play-offs
Play outs 11de/Vice-kampioen Overgangsklasse
| Datum              | Wedstrijd             | Uitslag | Scoreverloop | Scheidsrechters            |
| ------------------ | --------------------- | ------- | --- | -------------------------- |
| 18 mei 2016, 20:30 | Were Di - Bloemendaal | 1 - 2   | 20. Ilse Brouwers 1-0, 24. Tamara Gruter 1-1, 26. Tamara Gruter 1-2.                                                                   | Soares de Brito Van 't Hof |
| 21 mei 2016, 15:00 | Bloemendaal - Were Di | 3 - 2   | 18. Denise Zweers 0-1, 20. Melle Spruyt (sb) 1-1, 60. Denise Zweers 1-2, 69. Josien Galama 2-2, 73. Maxine Fluharty 3-2 (golden goal). | Baljon Keijzer             |

Play outs 10de/Beste 2de Overgangsklasse
| Datum              | Wedstrijd         | Uitslag | Scoreverloop                                        | Scheidsrechters    |
| ------------------ | ----------------- | ------- | --------------------------------------------------- | ------------------ |
| 18 mei 2016, 20:30 | Nijmegen - Pinoké | 0 - 2   | 34. Dana Luijkx (sc) 0-1, 53. Dana Luijkx (sc) 0-2. | De Keizer Everaers |
| 21 mei 2016, 15:00 | Pinoké - Nijmegen | 0 - 0   | ***Pinoké wint na shoot-outs: 2-1.                  | Whittet Feuth      |

Nederlands landskampioenschap

1921/22 ·
1922/23 ·
1923/24 ·
1924/25 ·
1925/26 ·
1926/27 ·
1927/28 ·
1928/29 ·
1929/30 ·
1930/31 ·
1931/32 ·
1932/33 ·
1933/34 ·
1934/35 ·
1935/36 ·
1936/37 ·
1937/38 ·
1938/39 ·
1939/40 ·
1940/41 ·
1941/42 ·
1942/43 ·
1943/44 ·
1944/45 ·
1945/46 ·
1946/47 ·
1947/48 ·
1948/49 ·
1949/50 ·
1950/51 ·
1951/52 ·
1952/53 ·
1953/54 ·
1954/55 ·
1955/56 ·
1956/57 ·
1957/58 ·
1958/59 ·
1959/60 ·
1960/61 ·
1961/62 ·
1962/63 ·
1963/64 ·
1964/65 ·
1965/66 ·
1966/67 ·
1967/68 ·
1968/69 ·
1969/70 ·
1970/71 ·
1971/72 ·
1972/73 ·
1973/74 ·
1974/75 ·
1975/76 ·
1976/77 ·
1977/78 ·
1978/79 ·
1979/80 ·
1980/81
Hoofdklasse dames

1981/82 · 
1982/83 · 
1983/84 · 
1984/85 · 
1985/86 · 
1986/87 · 
1987/88 · 
1988/89 · 
1989/90 · 
1990/91 · 
1991/92 · 
1992/93 · 
1993/94 · 
1994/95 · 
1995/96 · 
1996/97 · 
1997/98 · 
1998/99 · 
1999/00 · 
2000/01 · 
2001/02 · 
2002/03 · 
2003/04 · 
2004/05 · 
2005/06 · 
2006/07 · 
2007/08 · 
2008/09 · 
2009/10 · 
2010/11 · 
2011/12 · 
2012/13 ·
2013/14 ·
2014/15 ·
2015/16 ·
2016/17 ·
2017/18 ·
2018/19 ·
2019/20 ·
2020/21 ·
2021/22 ·
2022/23 ·
2023/24 ·
2024/25 ·
Nederlandse competities: Hoofdklasse (zaal) · Promotieklasse · Overgangsklasse · Eerste klasse · Tweede klasse · Derde klasse · Vierde klasse · Gold Cup · Silver Cup

Nederlands kampioenschap: Lijst van Nederlandse landskampioenen hockey · Lijst van Nederlandse landskampioenen zaalhockey

Europese competities: Euro Hockey League · Europacup I · Europa Cup II · Europacup zaalhockey